# منتخب السودان لكأس ديفيز
منتخب السودان لكأس ديفيز (بالإنجليزية: Sudan Davis Cup team)‏ هو ممثل السودان الرسمي في كرة المضرب في كأس ديفيز. تأسس في 1994.